# Italská hudba

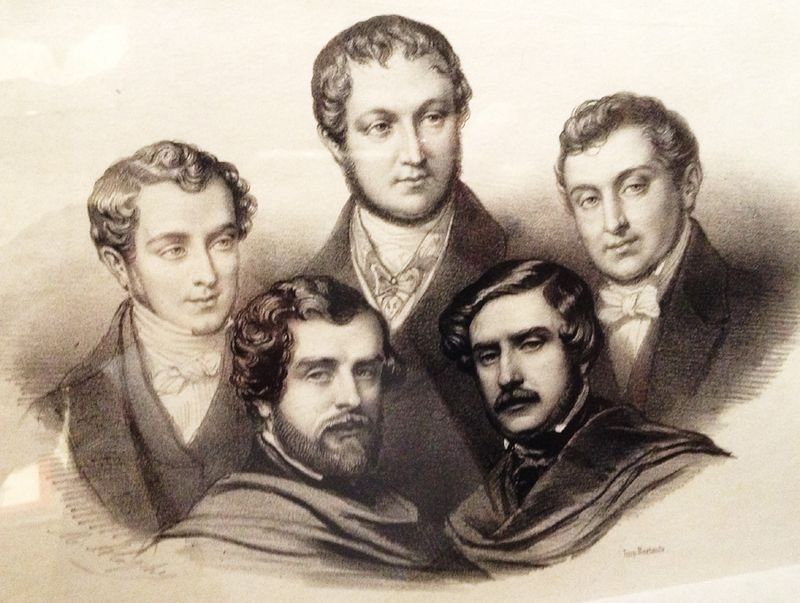
Italští operní skladatelé Rossini, Bellini, Ricci, Mercadante a Donizetti.

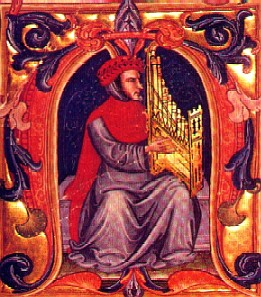
Francesco Landini, nevidomý skladatel italské renesance vyobrazení v Codexu Squarcialupi, který je nejvýznamnější památkou hudební literatury z období italské ars nova.

Italská hudba je souhrnné označení projevu lidové a umělé hudební tvořivosti italského etnika na území vlastní Itálie i mimo ně, ale také neitalských autorů, zejména oper, komponujících na italská libreta.
Hudba v italské společnosti zaujímá významné místo i politice a je tradičně jedním z kulturních znaků italské národní a etnické identity. Itálii lze právem považovat za kolébku klasické hudby, samostatný obor pak tvoří italská opera se svým zpěvem bel canto.

## Charakteristika
Italská hudba má velmi významné místo v historii světové hudby. Mnoho opusů italské hudby je považováno za projev vysokého umění.
Historické příspěvky k hudbě jsou také důležitou součástí italské národní hrdosti. Relativně nedávná historie Itálie zahrnuje vývoj operní tradice, která se rozšířila do celého světa. Již před rozvojem italské identity a před sjednocením italského státu (risorgimento) přispěli skladatelé z Apeninského poloostrova k významným inovacím v hudbě, včetně rozvoje notového zápisu a gregoriánského chorálu.
Hudba je více než jiné prvky italské kultury obecně eklektická, ale zcela jedinečná ve srovnání s hudbou jiných národů. Žádné protekcionistické hnutí se nikdy nesinažilo udržet italskou hudbu čistou a bez cizího vlivu, kromě krátkého období v době fašistického režimu 20. a 30. let 20. století.  Výsledkem je, že italská hudba si uchovala prvky mnoha národů, které ovládly nebo ovlivňovaly zemi, včetně francouzských, německých a španělských vlivů.
Tvorba italských skladatelů období renesance (společně s vlámskými mistry) dala základ dalšímu rozvoji polyfonie, instrumentální a dalším hudebním žánrům nastupujícího období ars nova. Do tohoto období náleží zejména tvorba Orlanda di Lasso (1532–1594) a Claudia Monteverdiho (1567–1643). Další, barokní období již je téměř zcela v režii Italů.

## Historie
Hudební praxe středověké Itálie dala vzniknout moderním hudebním pojmům (solmizace, stupnice, harmonie, notace a opera) ad., což umožnilo rozvoj opery na konci 16. století a hodně moderní evropské klasické hudby - jako je symfonie a koncert - strejzahrnuje široké spektrum operní a instrumentální klasické hudby a populární hudby čerpané z nativních i importovaných zdrojů.
Podobně se z italské hudební praxe vyvinulo mezinárodně obecně užívané názvosloví, většina hudebních pojmů je proto právě v italštině.
Italská lidová hudba je důležitou součástí hudebního dědictví země a zahrnuje rozmanitou škálu regionálních stylů, nástrojů a tanců. Instrumentální a vokální klasická hudba je ikonickou součástí italské identity, která zahrnuje experimentální uměleckou hudbu a mezinárodní fúze se symfonickou hudbou a operou. Opera je nedílnou součástí italské hudební kultury a stala se významným segmentem lidové hudby. Neapolská píseň a cantautori tradice písničkářů jsou také populární domácí styly, které tvoří důležitou součást italského hudebního průmyslu, vedle importovaných žánrů, jako je jazz, rock a hip hop ze Spojených států. Itálie byla také důležitou zemí ve vývoji diskotéky a elektronické hudby, přičemž diskotéka Italo byla jedním z prvních žánrů elektronické taneční hudby.

### Klasická hudba
Některé nástroje spojené s klasickou hudbou, včetně houslí a klavíru, byly vynalezeny v Itálii.
Itálie je po několik století centrem evropské klasické hudby. Na počátku 20. století pak italská klasická hudba vyústila v národní tvorbu se zřetelným romantickým a melodický zvukem. Jak je patrno z oper Giusepa Verdiho, byla to hudba, ve které "...vokální linky vždy dominují tonálnímu komplexu a nikdy nejsou zastíněny instrumentálními doprovody..."  Italská klasická hudba odolávala německému stylu hustých harmonických postupů, jak je používali například Richard Wagner, Gustav Mahler či Richard Strauss. Italská hudba měla také málo společného s francouzskou reakcí na tuto německou hudbu, například s impresionismem Clauda Debussyho, ve kterém je melodický vývoj z velké části opuštěn pro vytváření nálady a atmosféry pomocí zvuků jednotlivých akordů. 
Evropská klasická hudba se ve 20. století výrazně změnila. Nová hudba upustila od většiny historických, národně vyvinutých škol harmonie a melodie ve prospěch experimentální hudby, atonality, minimalismu a elektronické hudby, které všechny využívají rysy, které se staly běžnými pro evropskou hudbu obecně, a nikoli pro Itálii.  Tyto změny také učinily klasickou hudbu méně dostupnou pro mnoho lidí. Důležité skladatelé období zahrnují Ottorino Respighi, Ferruccio Busoni, Alfredo Casella, Gian Francesco Malipiero, Franco Alfano, Bruno Maderna, Luciano Berio, Luigi Nono, Sylvano Bussotti, Salvatore Sciarrino, Luigi Dallapiccola, Carlo Jachino, Gian Carlo Menotti, Jacopo Napoli a Goffredo Petrassi.

## Opera
Opera vznikla v Itálii na konci 16. století v době florentské kamery. Během následujících staletí se v Neapoli a Benátkách rozvíjely operní tradice. V tomto období zněly opery Claudia Monteverdiho, Alessandra Scarlattiho a později Gioacchina Rossiniho, Vincenza Belliniho a Gaetana Donizettiho. Opera zůstala hudební formou, která je nejvíce spojena s italskou hudbou a italskou identitou. To bylo nejzřetelnější v 19. století prostřednictvím slavných děl Giuseppe Verdiho, ikony italské kultury a italské jednoty. Itálie si na počátku 20. století udržela romantickou operní hudební tradici, jejímž příkladem jsou skladatelé takzvaného Giovane scuola, jehjicž hudba zakotvila v předchozím století, včetně Arrigo Boito, Ruggiero Leoncavallo, Pietro Mascagni a Francesco Cilea. Hlavní představitel verismu (hudebního realismu) Giacomo Puccini, je v Encyclopædia Britannica popsán jako muž, který „prakticky ukončil historii italské opery“.

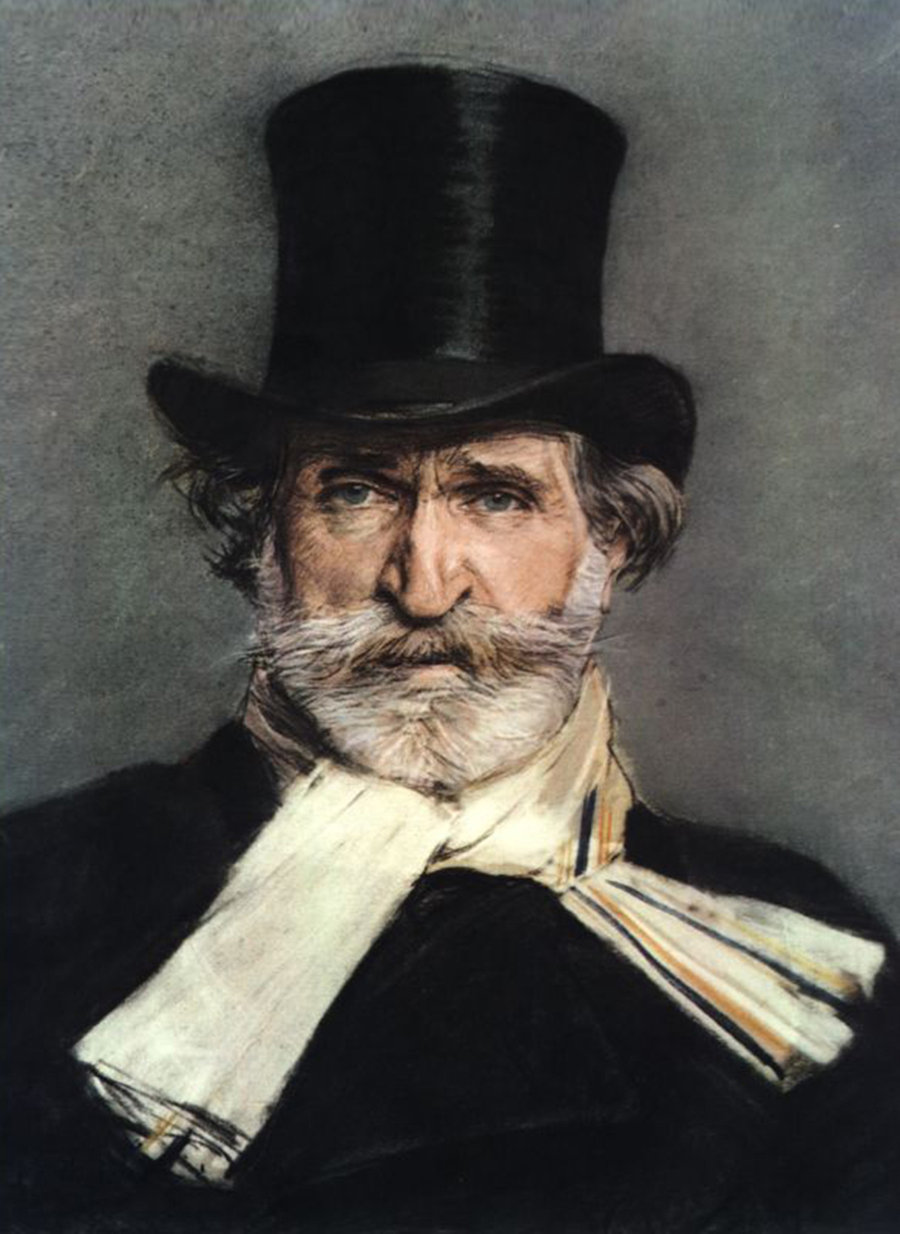
Giuseppe Verdi, jeden z nejpopulárnějších a nejuznávanějších operních skladatelů.

Po první světové válce však opera ve srovnání s popularitou 19. a počátku 20. století upadala. Mezi příčiny patřil obecný kulturní odklon od romantismu a vzestup kinematografie, coby hlavního zdroje zábavy. Třetím důvodem je skutečnost, že „internacionalismus“ přivedl novodobou italskou operu do stavu, kdy již nebyla „italská“. To byl názor alespoň jednoho významného italského muzikologa a kritika Fausta Terrefrancy, který v brožuře z roku 1912 s názvem Giaccomo Puccini a Mezinárodní opera Pucciniho nařkl z „komerčnosti “ a opuštění italských tradic. Tradiční romantická opera ovšem zůstala i nadále populární. Dominujícím vydavatelem operní literatury na počátku 20. století bylo Casa Ricordi, která se téměř výhradně zaměřovala na populární opery až do 30. let, kdy společnost umožnila tisk děl i méně obvyklých a méně populárních skladatelů. Vzestup relativně nových vydavatelů, jako jsou Carisch a Suvini Zerboni, také přispěl k různorodosti italské opery. Opera tak zůstává hlavní součástí italské kultury. Obnovený zájem o operu napříč odvětvími italské společnosti začal v 80. letech 20. století. K respektovaným skladatelům této doby patří známý Aldo Clementi a mladší vrstevníci jako Marco Tutino a Lorenzo Ferrero. 

### Chrámová hudba

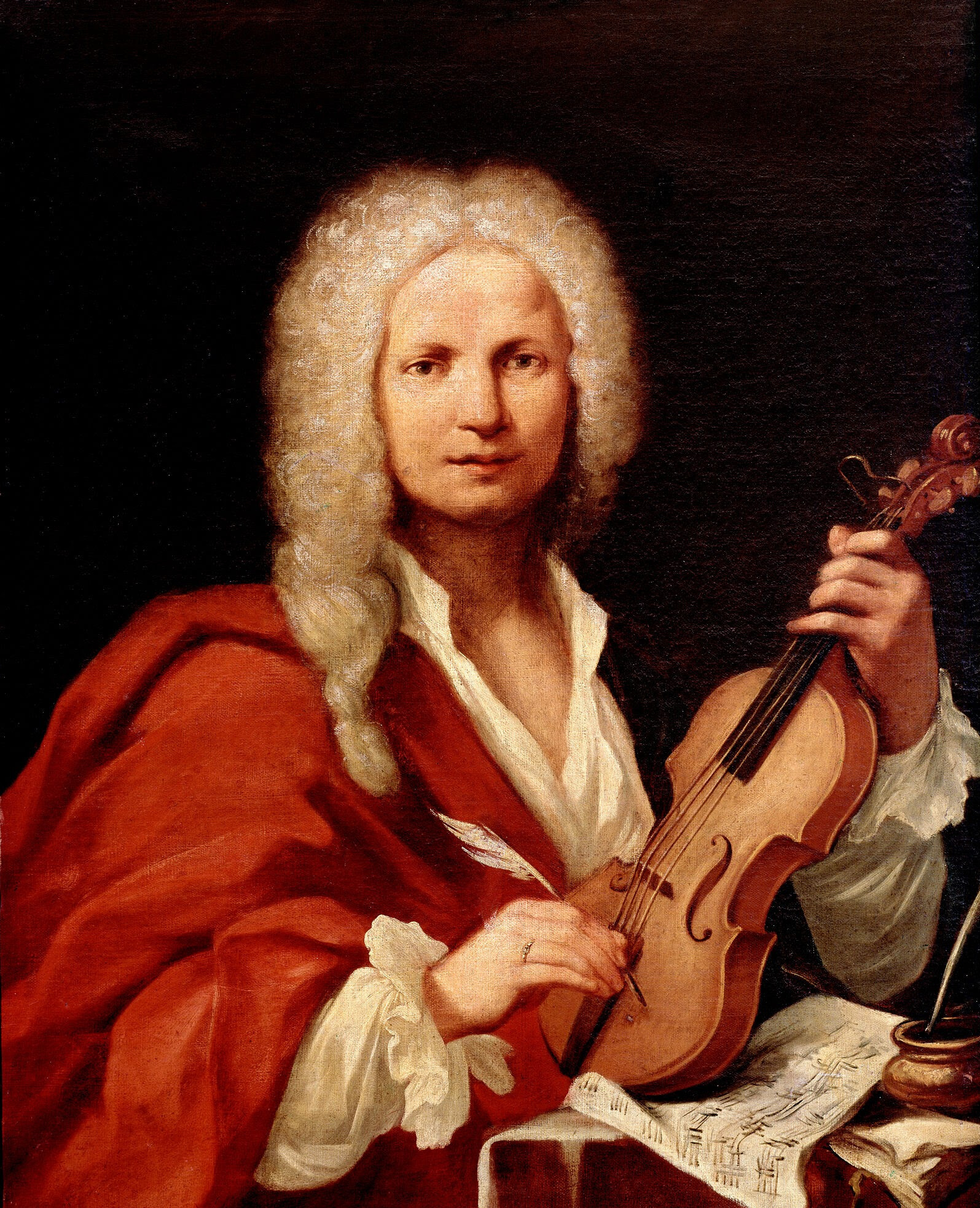
Antonio Vivaldi

Itálie, která je jednou z hlavních tradičních katolických zemí s velmi dlouhou historií hudební tvorby pro římskokatolickou církev. Asi do roku 1800 bylo možné běžně slyšet gregoriánský chorál a renesanční polyfonii, jako byla hudba Giovanniho Palestriny, Orlanda di Lasso, Felice Aneria a dalších. Přibližně ve století v letech 1800 - 1900 bylo obdobím, během kterého zněly populárnější, opernější a zábavnější církevní skladby, s výjimkou výše zmíněného chorálu a polyfonie.
Na konci 19. století vzniklo Ceciliánské hnutí hudebníků, kteří bojovali za obnovení této hudby. Hlavní impuls toto hnutí však vyšel nikoli z Itálie, ale z Německa, zejména z bavorského Řezna. Hnutí dosáhlo svého vrcholu kolem roku 1900 v osobě Dona Lorenza Perosiho a jeho stoupence (a budoucího světce), papeže Pia X.  Příchod Druhého vatikánského koncilu však téměř zcela vymýtil veškerou latinskou liturgickou hudbu církve a opět ji nahradil populárnějším stylem. 

### Instrumentální hudba

#### Baroko a klasicismus
Dominance opery v italské hudbě má tendenci zastiňovat oblast instrumentální hudby, která byla také velice důležitá.  Historicky tato hudba zahrnuje širokou škálu duchovní instrumentální hudby, instrumentálních koncertů a orchestrální hudby v dílech Andrey Gabrieliho, Giovanniho Gabrieliho, Girolama Frescobaldiho, Giuseppa Garibaldiho, Tomasa Albinoniho, Arcangela Corelliho, Antonia Vivaldiho, Domenica Scarlattiho, Luigi Boccherini, Muzia Clementiho, Giuseppa Gariboldiho, Luigi Cherubiniho, Giovanniho Battisty Viottiho a Niccolò Paganiniho. (Také operní skladatelé příležitostně tvořili také jiných formách (Smyčcový kvartet e moll Giuseppa Verdiho. Také Donizetti, jehož jméno je spojeno s počátky italské lyrické opery, napsal 18 smyčcových kvartet)
Na počátku 20. století začala instrumentální hudba nabývat na významu. Tento proces začal kolem roku 1904 Druhou symfonií Giuseppe Martucciho, dílem, které Gian Francesco Malipiero nazval „počátečním bodem renesance neoperní italské hudby“.  Několik raných skladatelů z této doby, například Leone Sinigaglia, se inspirovalo původními lidovými tradicemi.